# Szron wgłębny
Szron wgłębny - kryształy lodu powstające wewnątrz warstwy śniegu, gdy śniegu jest niewiele i panują silne mrozy. Kryształy te powstają z pary wodnej powstałej w dolnej warstwie śniegu, która zamarza w zimnej warstwie wierzchniej. Szron wgłębny bywa przyczyną lawin.